# Raniero Monaco di Lapio
Raniero Monaco di Lapio (Londra, 25 gennaio 1983) è un attore ed ex modello italiano.

## Biografia
Proveniente da una famiglia nobile napoletana, dopo una carriera da modello e la partecipazione alla settima edizione del reality show Grande Fratello, decide di dedicarsi alla recitazione. Si forma professionalmente studiando recitazione presso la Actor's Academy di Milano.
Il suo debutto come attore avviene nel 2009 nel film, So che ritornerai su Canale 5, con Manuela Arcuri e la regia di Eros Puglielli. Poco dopo, ottiene il ruolo di protagonista maschile in Amore 14, film per il cinema diretto da Federico Moccia. Nel 2010 è nel cast nella terza stagione di Caterina e le sue figlie.
Nel 2011 recita nella miniserie Sangue caldo, con Manuela Arcuri e Francesco Testi, e nello stesso anno partecipa a Viso d'angelo, con Gabriel Garko e Cosima Coppola. Nel 2012 diventa co-protagonista della seconda stagione di Un passo dal cielo, su Rai 1, con protagonista Terence Hill.
Nel 2013 è protagonista della serie televisiva russa Taljanka. Nel 2014 prende parte alla serie TV Rai, Catturandi - Nel nome del padre (trasmessa nel 2016), e tra il 2015 e il 2016 alla decima stagione di Don Matteo e ai film Siska Deluxe e La mia famiglia a soqquadro. Nel 2016 interpreta Davide Gerace nella soap opera di Rai 3, Un posto al sole. Poi partecipa al film Smetto quando voglio - Masterclass.
Nel 2017 ha partecipato alla serie televisiva italiana La porta rossa, trasmessa su Rai 2, accanto a Lino Guanciale, Gabriella Pession e Valentina Romani.
Nel 2019 ha interpretato il ruolo di Athos nella serie Che Dio ci aiuti, in onda su Rai 1, accanto ad Elena Sofia Ricci, Francesca Chillemi e Valeria Fabrizi e su Canale 5 con il ruolo di Leonardo Manca nella serie L'isola di Pietro, insieme a Gianni Morandi. Nello stesso anno, a settembre, ha partecipato come concorrente alla prima edizione di Amici Celebrities condotto da Maria De Filippi su Canale 5. Nel 2023 ha interpretato il ruolo di Mario Rizzi nella serie in onda su Canale 5, Il Patriarca, insieme all'attore Claudio Amendola.

## Filmografia

### Cinema
- Amore 14, regia di Federico Moccia (2009)
- Siska Deluxe, regia di Jan Cvitkovič (2015)
- La mia famiglia a soqquadro, regia di Max Nardari (2015)
- Smetto quando voglio - Masterclass, regia di Sydney Sibilia (2017)
- Smetto quando voglio - Ad honorem, regia di Sydney Sibilia (2017)
- L'ombra del lupo, regia di Alberto Gelpi (2018)

### Televisione
- So che ritornerai, regia di Eros Puglielli – film TV (2009)
- Caterina e le sue figlie 3 , regia di Fabio Jephcott, Vincenzo Terracciano e Luigi Parisi – serie TV, 2 episodi (2010)
- Sangue caldo, regia di Luigi Parisi e Alessio Inturri – serie TV (2011)
- Viso d'angelo, regia di Eros Puglielli – miniserie TV (2011)
- Un passo dal cielo 2, regia di Riccardo Donna, Salvatore Basile e Jan Maria Michelini – serie TV, 10 episodi (2012)
- Taljanka, regia di Evgenij Zvezdjakov – miniserie TV (2013)
- Don Matteo, registi vari – serie TV, episodio 10x01 (2015)
- Un posto al sole, registi vari – soap opera (2016)
- Catturandi - Nel nome del padre, regia di Fabrizio Costa – serie TV (2016)
- La porta rossa, regia di Carmine Elia – serie TV, 12 episodi (2017)
- Rosy Abate - La serie, regia di Beniamino Catena e Giacomo Martelli – serie TV, 3 episodi (2017)
- Che Dio ci aiuti 5, regia di Francesco Vicario – serie TV (2019)
- L'isola di Pietro 3 , regia di Alexis Sweet e Luca Brignone – serie TV (2019)
- I Medici - Nel nome della famiglia (Medici: The Magnificent), regia di Christian Duguay – serie TV, 7 episodi (2019)
- Guida astrologica per cuori infranti, regia di Bindu De Stoppani e Michela Andreozzi – serie TV, episodio 1x01 (2021)
- Odio il Natale, regia di Davide Mardegan e Clemente De Muro – serie TV (2022)
- Il patriarca, regia di Claudio Amendola – serie TV (2023-2024)
- Una mamma all'improvviso, regia di Claudio Norza – film TV, 2 episodi (2023)
- Fragili, regia di Raffaele Mertes – miniserie TV (2024)

## Programmi televisivi
- Grande Fratello 7 (Canale 5, 2007) – concorrente
- Dance Dance Dance (Fox Life, 2016-2017) – concorrente
- Amici Celebrities (Canale 5, 2019) – concorrente

## Doppiatori italiani
In alcune occasioni, pur essendo italiano, Raniero Monaco di Lapio è stato doppiato da: 
- Stefano Crescentini in Sangue caldo e Viso d'angelo